# ماريانو أندريو
ماريانو أندريو (بالإسبانية: Mariano Andreu)‏ هو رسام إسباني، ولد في 10 أبريل 1888 في برشلونة في إسبانيا، وتوفي في 28 مارس 1976 في بياريتز في فرنسا.

## وصلات خارجية
- ماريانو أندريو على موقع قاعدة بيانات برودواي على الإنترنت (الإنجليزية)